# Engelbert Dollfuss
Engelbert Dollfuss, född 4 oktober 1892 i Texing, Österrike-Ungern, död 25 juli 1934 i Wien, Österrike, var en österrikisk militär, och förbundskansler 1932–1934, med diktatoriska maktbefogenheter från våren 1933.

## Karriär
Dollfuss föddes i byn Texing till en okänd fader och kunde efter juristexamen från universitetet i Wien och studier i nationalekonomi i Berlin söka värvning inom alpina Kaiserschützenregiment. Han stred framgångsrikt i första världskriget, där han sårades och hölls som krigsfånge i Italien 1918. Under 1920-talet vände han sig åt politiken och steg snabbt inom det regerande Kristligt-sociala partiet, för vilket han utsågs till en rad poster. 1930 utsågs han till chef för ÖBB och inträdde följande år i regeringen som skogs- och jordbruksminister.
Efter inre oroligheter som krävde Karl Bureschs avgång tillträdde Dollfuss 39 år gammal som förbundskansler för en bräcklig majoritetsregering bestående av de kristligt-sociala, agrara Landbund samt högerextrema Heimatblock (socialdemokraterna hade krävt nyval, vilket riskerat beröva de konservativa kanslerposten). Regeringspartierna vilade på bräcklig grund (83 mandat av 165 i nationalrådet) och följaktligen beroende av Dollfuss egen röst för att bilda majoritet.

## Österrikes diktator

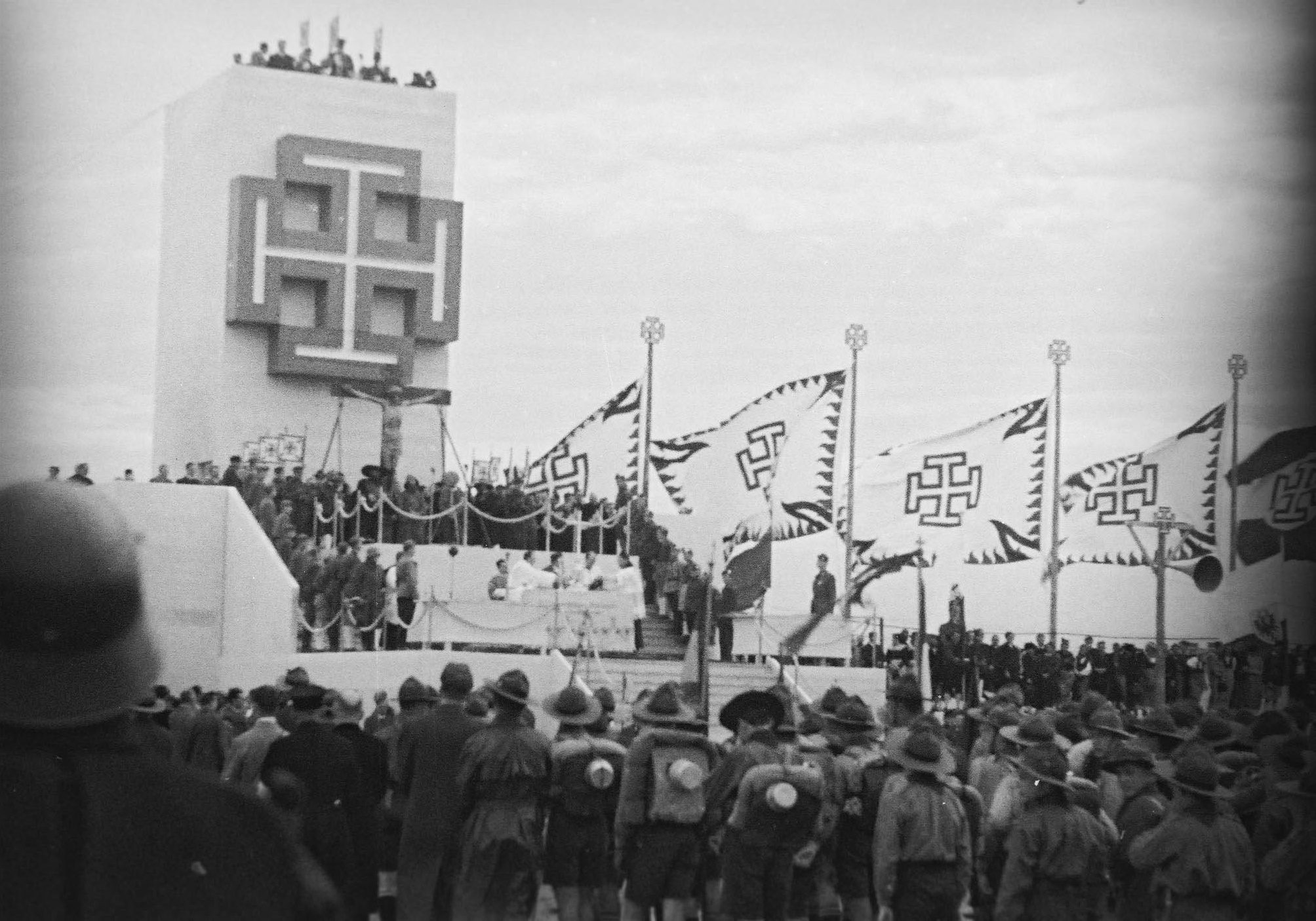
Massmöte med Fosterländska fronten.

Efter Hitlers maktövertagande i Tyskland i januari 1933 kulminerade den politiska oron och de österrikiska nazisterna (DNSAP) krävde mer eller mindre öppet landets anslutning till Tyskland. Efter att nationalrådets samtliga talmän vid en parlamentarisk kris i mars avgått i syfte att beröva respektive återbörda regeringens majoritet (avsaknaden av talman gjorde konstitutionellt parlamentet maktlöst) lät Dollfuss med stöd av president Wilhelm Miklas utfärda ett dekret som förklarade parlamentet ur spel, vilket fullbordades av polisstyrkor efter sessionens slut. Tre månader efter demokratins fall, i juni 1933, utfärdades ett regelrätt förbud mot nazistpartiet. Socialdemokraterna, som rustat egna skyddskårer, krossades under några dagars kaotiska gatustrider (österrikiska inbördeskriget) i februari följande år, varpå Dollfuss etablerade envälde med stöd av det fascistiska Italiens diktator Mussolini. Löften om att hålla nazismen stången och bibehålla självständighet gentemot Hitlertyskland fick oppositionen att förhålla sig passiv när alla politiska partier ersattes med en av Dollfuss bildad massorganisation, Vaterländische Front (VF).
Den 1 maj 1934 utfärdade Dollfuss regering en ny författning (Maiverfassung) som omvandlade Österrike till en Ständestaat efter korporativa och fascistiska mönster, förenade med auktoritär katolicism. Den 25 juli sårades han dödligt i ett nazistiskt anfall mot förbundskansliet ("julikuppen") och efterträddes kort därefter av Kurt von Schuschnigg, sedan en väntad tysk invasion förhindrats då Mussolini hotat med krig om Schuschnigg störtades. Attentatsmännen, som efter den tyska inmarschen 1938 gjordes till nazistiska martyrer, dömdes till döden och avrättades genom hängning.

## Eftermäle
Sedan 1960-talet har debatten kring Dollfuss varit övervägande negativ, även om politiker inom främst Österrikiska folkpartiet, det Kristligt-sociala partiets efterträdare, menat att regimens strävan att bibehålla självständighet gentemot det totalitära Tyskland vägde lätt mot dess eget undertryckande av mänskliga rättigheter.
Dollfuss knappa längd (150 cm) gjorde under hans livstid namnet till ett uttryck i Österrike, såsom i Millimetternich, om hans auktoritära ledarstil, samt Dollfuss Kaffee, betydande en "liten svart" kopp kaffe. Han spelade klarinett och var djupt religiös; efter att president Miklas erbjudit honom kanslerposten tillbringade han natten i sin favoritkyrka och återvände på morgonen för att efter ett bad och en tallrik soppa förklara sig villig att bilda regering. Sommaren 1934 hade han sänt sin son, dotter och gravida hustru Alwine till Rachele Mussolini vid Riccione, där hans död hemlighölls för barnen. Liksom Adolf Hitler avskaffade han parlamentariskt styre i en ung demokrati och förkastade ensidigt de militära begränsningar som ålagts landet efter första världskriget men uppmuntrade österrikisk och katolsk nationalism, byggde ut de väpnade styrkorna och talade sig varm för kulturellt och väpnat motstånd i händelse av invasion, ett löfte som fyra år senare i ett annat Österrike skulle visa sig avlägset.
Den senare förbundskanslern Bruno Kreisky var internerad av den austrofascistiska regimen mellan 1935 och 1936 – det vill säga under Schuschniggs maktinnehav – och det har spekulerats i att hans samröre med samtidigt fängslade nazister bidrog till hans förment apologetiska syn på nazismen. Bland annat gick Österrike vid Kreiskys makttillträde 1970 från visst samarbete till att kategoriskt avvisa samarbete i arbetet att leta rätt på österrikiska krigsförbrytare och ställa dessa inför rätta. Kreisky, som själv var jude och socialdemokrat sedan unga år, lyckades smuggla sig ut ur landet vid Anschluss 1938 med hjälp av en nazistisk bekant, varefter han bodde i exil i Sverige under kriget.